# Guds frid

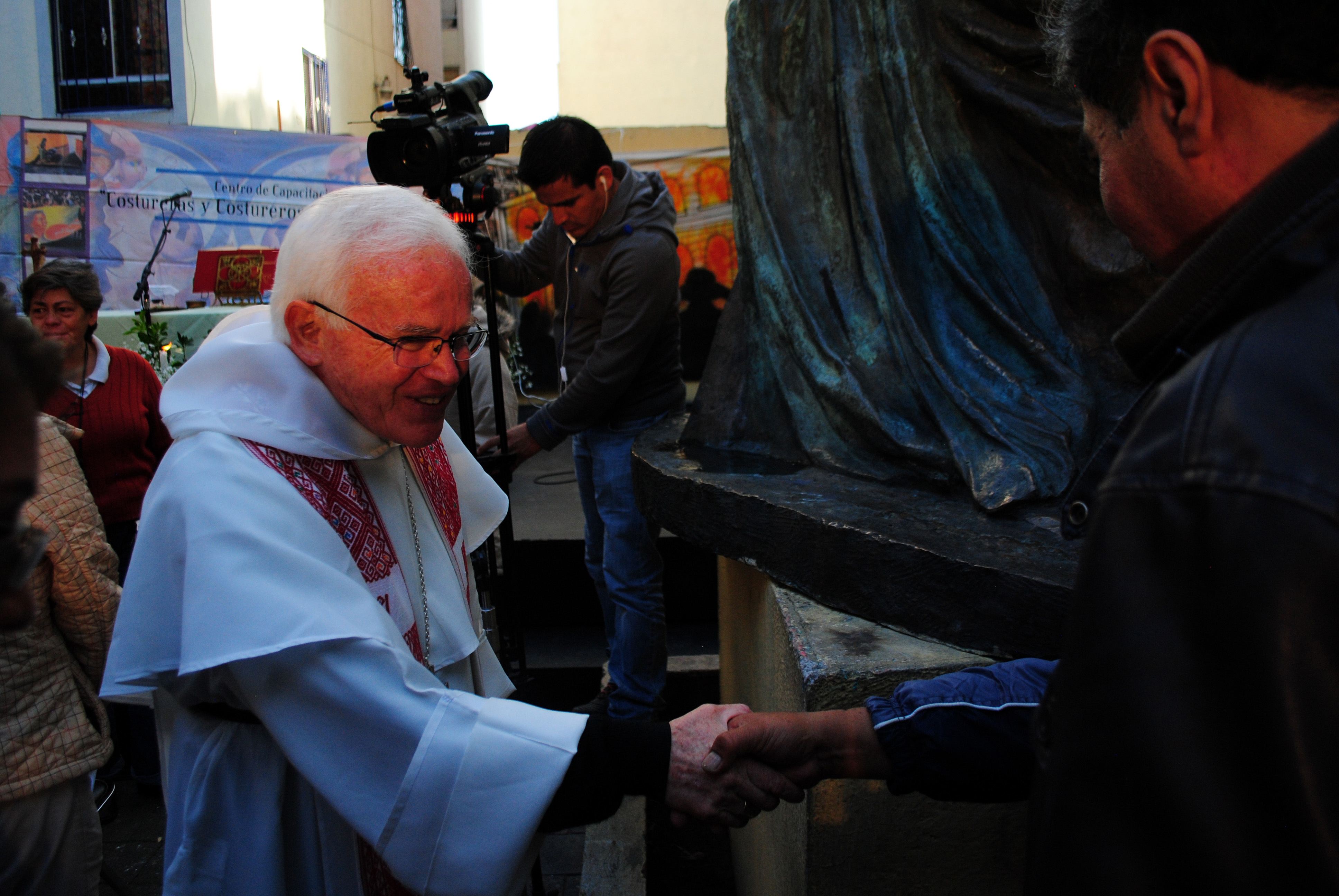
Den mexikanska biskopen Raúl Vera Lopez ger fridshälsning.

Guds frid är en hälsning mellan kristna. Den är kanske lika vanlig i sin latinska form, Pax vobiscum, och innebär helt enkelt en önskan om att Guds frid ska vara med den man riktar hälsningen till.
Fridshälsningen brukar ses som inget mindre än en urkristen rit som går tillbaka till de allra första kyrkorna men på den tiden bytte man istället kyssar med varandra (på kinden, inte munnen). 
Idag inom Svenska Kyrkan brukar man istället säga "Herrens frid" före nattvarden under nattvardsgudstjänsten, oftast till sin bänkgranne.